# Азовсталь (зупинний пункт)
Азовста́ль — закритий пасажирський залізничний зупинний пункт Лиманської дирекції Донецької залізниці.

## Загальна інформація
Розташований у місті Маріуполь, Центральний район, район Нижніх Аджахів, Донецької області на лінії Маріуполь-Порт — Волноваха між станціями Маріуполь (3 км) та Сартана (9 км).
На платформі не зупиняються приміські електропоїзди. До закриття, на початку 2000-х років, на ній був чи не найбільший пасажиропотік по Маріуполю (на рівні із Заводською Площадкою. Це пов'язано з тим, що «Азовсталь» розташована у середмісті Маріуполя, де зручна транспортна розв'язка майже в усі райони міста.
Проте, не зважаючи на всі протести громадян Маріуполя, керівництво Донецької залізниці, мотивуючи низьку прибутковість лінії, закрило у 2007 році найбільш популярну платформу Маріуполя.

## Транспорт
Поблизу платформи зупиняються трамваї № 3, 5, 6, тролейбуси № 2, 15, автобуси № 15а, 23, маршрутні таксі міські 24т, 104, 105, 112, 124, 153, 157, 201.